# Joe Vinen
William Frank Vinen (15 février 1930 – 8 juin 2022) est un physicien britannique spécialisé dans la physique des basses températures.

## Biographie
Vinen est né le 15 février 1930, fils de Gilbert Vinen et de son épouse Olive Maud Vinen, née Roach. En 1960, Vinen épouse Susan-Mary Audrey Master ; ils ont un fils, Richard, et une fille, Katie.
Après la Watford Grammar School, il fréquente le Clare College de Cambridge et obtient un doctorat en 1956. Il y est chercheur de 1955 à 1958, date à laquelle il devient membre du Pembroke College de Cambridge. En 1962, il est nommé titulaire d'une chaire de physique à l'Université de Birmingham. Il est nommé à la chaire Poynting en 1973. Il est chef du département de 1973 à 1981 et prend sa retraite de l'université en 1997. 
Vinen est élu membre de la Royal Society (FRS) en 1973. Il reçoit la médaille Rumford en 1980 en « reconnaissance de sa découverte du quantum de circulation dans l'hélium superfluide et de son développement de nouvelles techniques pour des mesures précises dans l'hélium liquide ».